# صحراء شيواوية

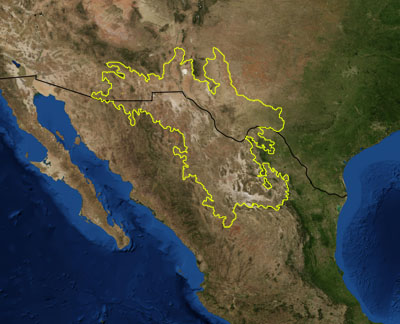
موقع الصحراء الشيواويّة على الخريطة

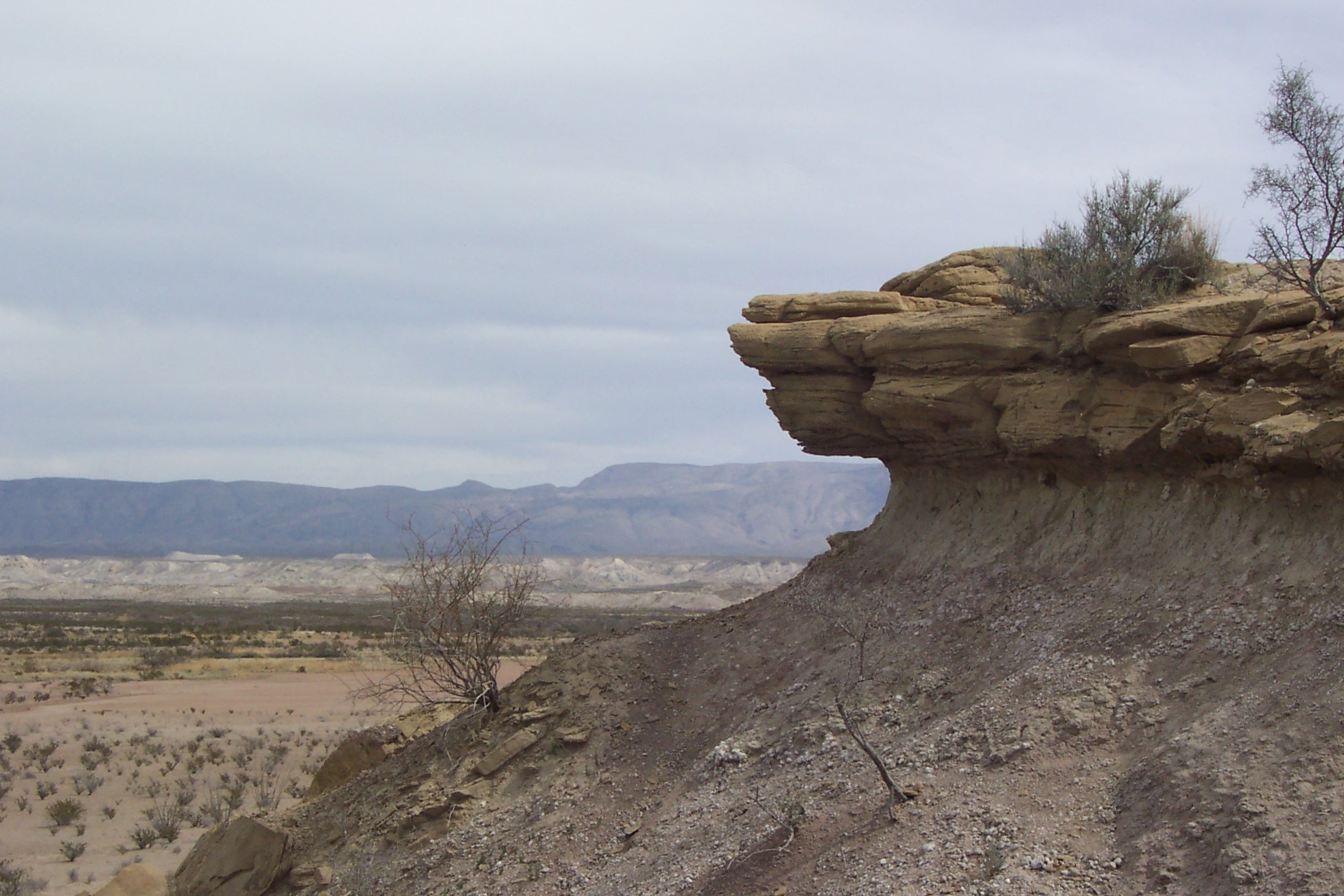
جانب من الصحراء الشيواويّة

الصحراء الشِيواويّة  (بالإنجليزية: The Chihuahuan Desert)‏هي صحراء تقع على الحدود الأمريكية المكسيكية وتبلغ مساحتها ما يفوق 360 ألف كيلومتر مربع وهي أكبر صحاري تلك القارة بعد صحراء الحوض الكبير وتغطي شيئا من ولايتي تكساس وأريزونا وكذلك ولاية نيومكسيكو، ترتفع هذه الصحراء فوق سطح البحر بما متوسطه 600 متر إلى 1600 متر وهي أرفع من صحراء سونوران الواقعة غربا. تبلغ درجات الحرارة صيفا في هذه الصحراء ما بين 35 - 40 درجة مئوية ومعدل الهطول فيها يُقارب الـ 250 مللتر لكل سنة.

## معرض صور

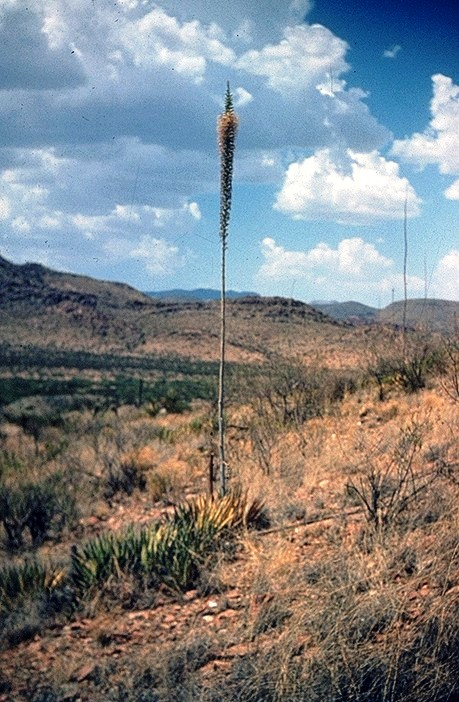
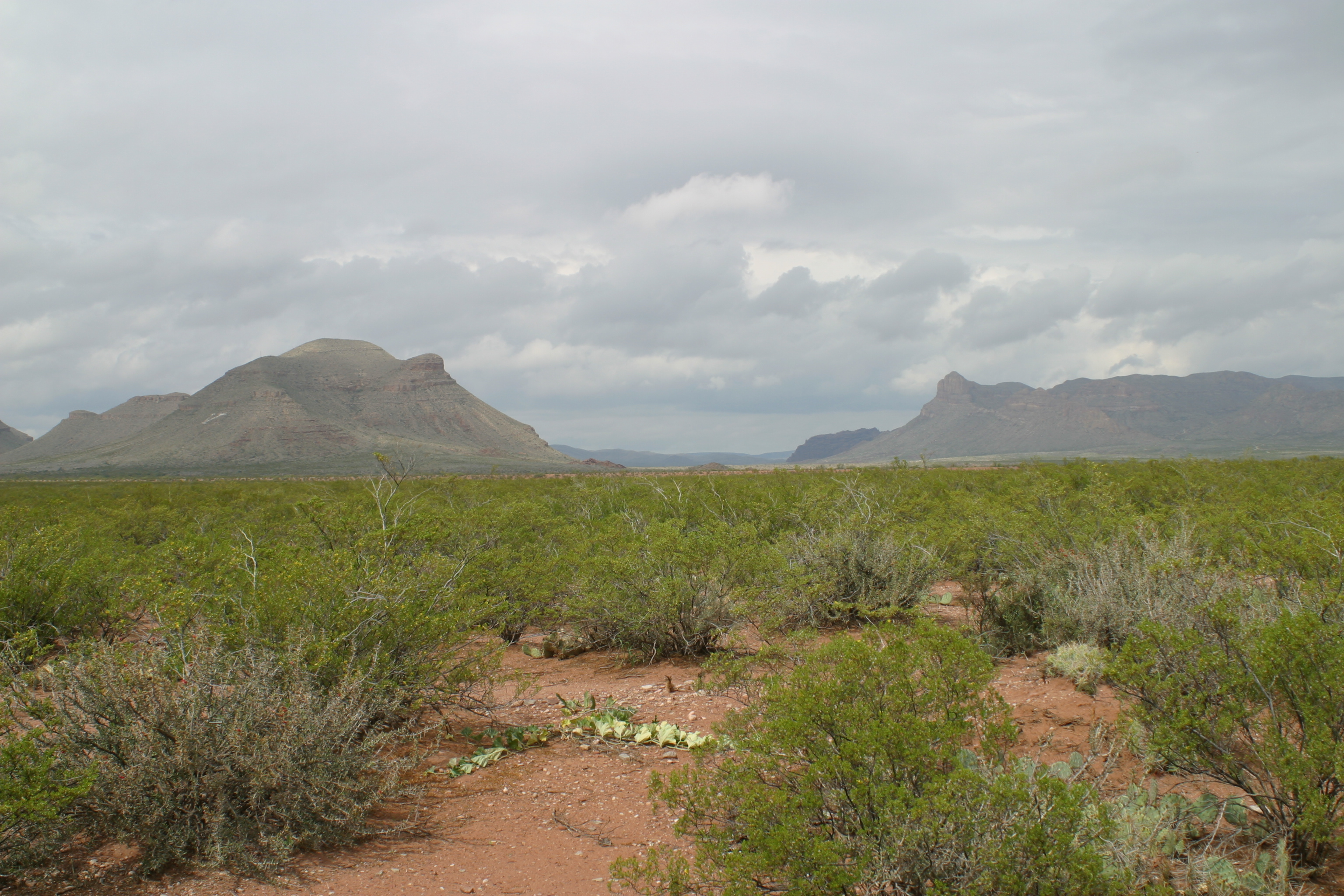
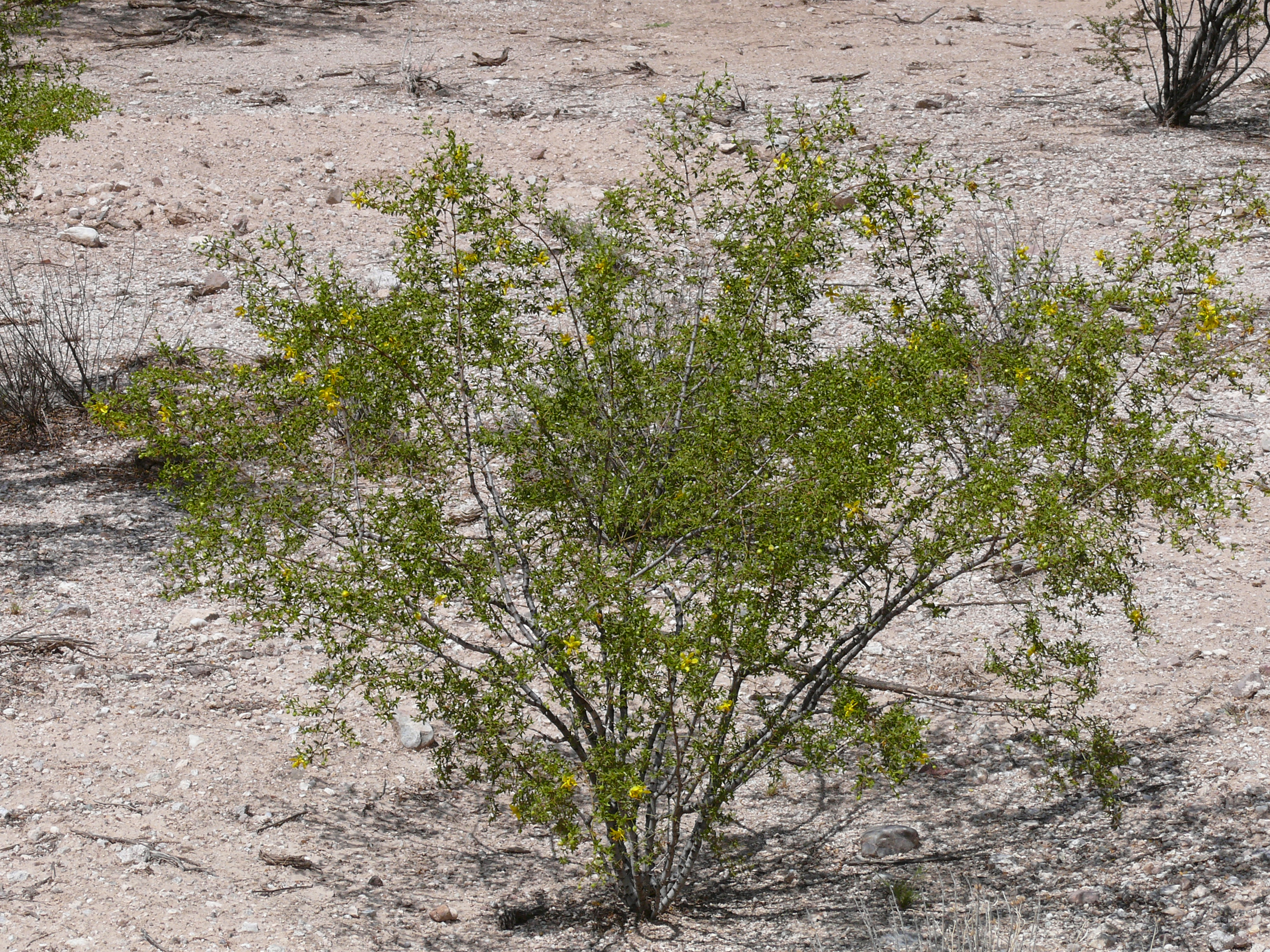